# Валдиз (аэропорт)
Аэропорт Валдиз также известный, как Аэропорт Пайонер-Филд, (англ. Valdez Airport), (ИАТА: VDZ, ИКАО: PAVD, FAA LID: VDZ) — государственный гражданский аэропорт, расположенный в 6 километрах к востоку от центрального делового района города Валдиз (Аляска), США.

## Операционная деятельность
Аэропорт Валдиз занимает площадь в 57 гектар, расположен на высоте 37 метров над уровнем моря и эксплуатирует одну взлётно-посадочную полосу:
- 6/24 размерами 1981 x 46 метров с асфальтовым покрытием.

За период с 1 января 2007 года по 1 января 2008 года Аэропорт Валдиз обработал 13 000 операций взлётов и посадок самолётов (в среднем 35 операций ежедневно), из них 50 % пришлось на рейсы аэротакси, 42 % — на авиацию общего назначения и 8 % — на рейсы военной авиации. В данный период в аэропорту базировалось 31 воздушное судно, из которых 65 % — однодвигательные самолёты, 3 % — реактивные самолёты, 23 % — вертолёты и 10 % — сверхлёгкие воздушные суда.